# Saint-Nicolas-des-Biefs
Saint-Nicolas-des-Biefs – miejscowość i gmina we Francji, w regionie Owernia-Rodan-Alpy, w departamencie Allier.

## Demografia
Według danych na rok 1990 gminę zamieszkiwało 145 osób, a gęstość zaludnienia wynosiła 5 osób/km². W styczniu 2015 r. Saint-Nicolas-des-Biefs zamieszkiwały 183 osoby, przy gęstości zaludnienia wynoszącej 6,3 osób/km².